# Lelekovice
Lelekovice (deutsch Lelekowitz) ist eine Gemeinde in Tschechien. Sie liegt elf Kilometer nördlich des Stadtzentrums von Brünn an dessen Stadtrand und gehört zum Okres Brno-venkov.

## Geographie
Lelekovice befindet sich in der Drahanská vrchovina in den Tälern des Baches Ponávka und seines Zuflusses Hloušek. Nördlich erhebt sich der Babí lom (562 m), im Nordosten die Baba (442 m), südlich die Strážná (369 m), im Westen die Šiberná (359 m) und im Nordwesten die Březina.
Westlich des Dorfes verläuft die Staatsstraße I/43/E 461 zwischen Brünn und Lipůvka sowie die Bahnstrecke Brno – Havlíčkův Brod.
Nachbarorte sind U Jelínka, Svinošice und Šebrov im Norden, Vranov im Nordosten, Adamov und Útěchov im Osten, Ořešín im Südosten, Jehnice, Mokrá Hora und Ivanovice im Süden, Česká im Südwesten sowie Kuřim und Podlesí im Nordwesten.

## Geschichte

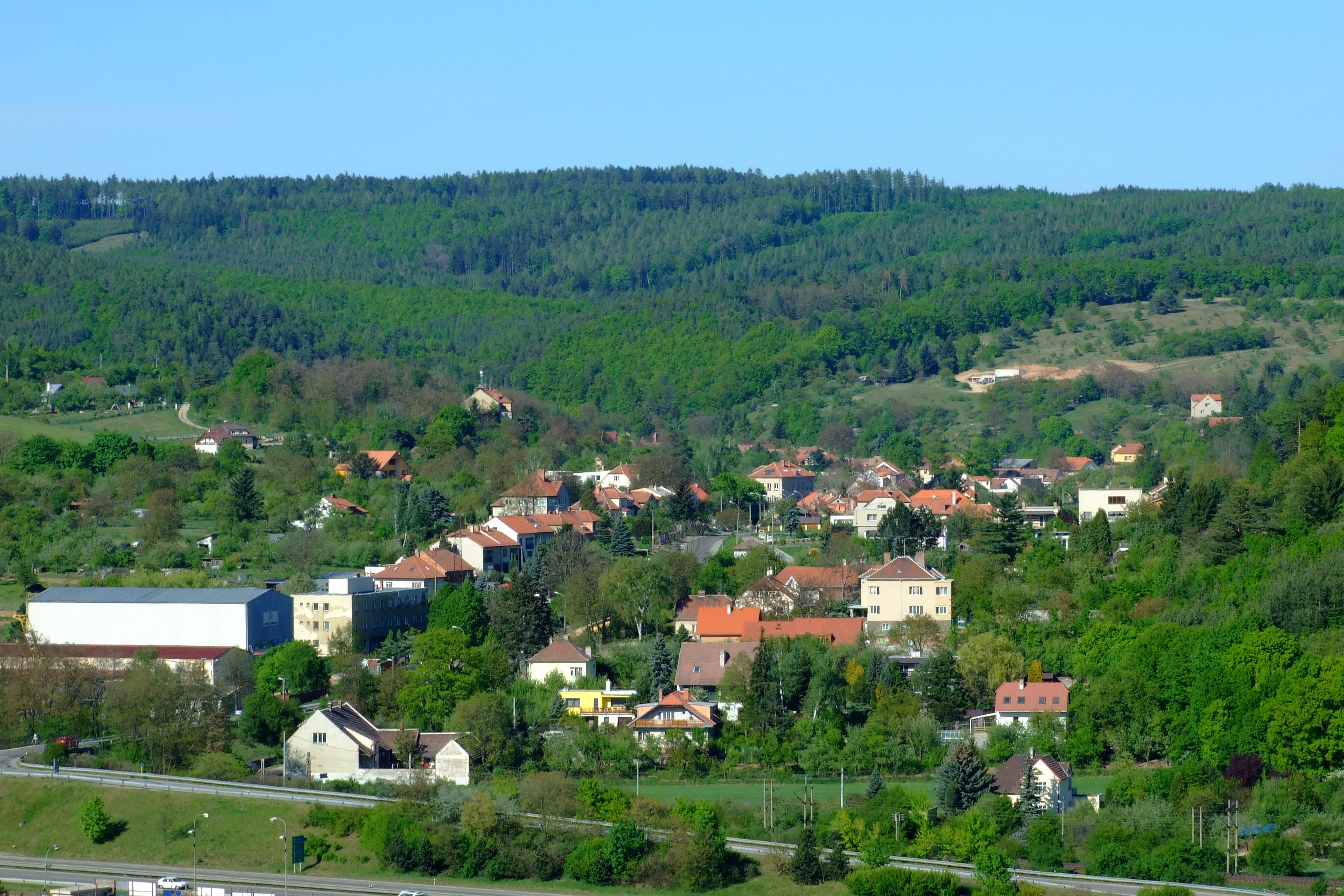
Ansicht von Lelekovice

Die erste schriftliche Erwähnung des Ortes erfolgte 1228 im Codex diplomaticus Moraviae, als Hartmann von Hohlenstein seinen Besitz in Studyně dem Zisterzienserinnenkloster „Vallis S. Mariae“ in Oslavany schenkte. Dabei trat auch Hermann von Lelechwyz als Zeuge auf. Nachfolgend wurde der Ort als Lelechwyze, Lelecouicz, Lelcowicz, Lelecowicz und Lelekowicz bezeichnet. Zu den Besitzungen der Vladiken von Lelechwyz gehörte die Obere Burg in Rájec nad Svitavou sowie Rozstání, Spešov und Güter in Svinošice, Němčičky und Šebrov. Im Jahre 1405 starb das Geschlecht aus und sein Besitz fiel den Herren von Kunstadt zu. In der Mitte des 16. Jahrhunderts bestand das Dorf aus 36 Häusern und hatte etwa 180 Einwohner. Nach dem im 15. Jahrhundert erfolgten Untergang der Burg entstand 500 westlich davon ein herrschaftlicher Hof. Im Hufenregister von 1656 sind für das Dorf 36 Anwesen ausgewiesen, von denen sieben wüst lagen. Westlich des Dorfes führte eine alte Handelsstraße von Brünn über Zwittau nach Schlesien, an ihr ist seit 1373 ein als Ausspanne fungierendes Wirtshaus nachweislich. Ab 1674 hieß der Ort Lelkowitz und im Jahre 1718 wurde er Lelekowitz genannt. 1771 hatte Lelekowitz 310 Einwohner, das Dorf war tschechischsprachig. Südlich des Wirtshauses gründeten Siedler aus der Gegend von Litomyšl im Jahre 1784 die Ansiedlung Zinsdorf.
Nach der Aufhebung der Patrimonialherrschaften bildete Lelekovice ab 1850 eine Gemeinde im Brünner Bezirk. Im Jahre 1856 zerstörte ein Großbrand einen Teil des Dorfes. Mit dem Bau der Eisenbahn von Brünn nach Tischnowitz entstand 1884 bei Lelekovice die  Bahnstation Zinsendorf. 1893 brannte wiederum ein Teil des Dorfes nieder. 1921 kam das Dorf zum Okres Brno-venkov. Zwischen 1948 und 1960 gehörte es zum Okres Brno-okolí und nach dessen Auflösung wieder zum Okres Brno-venkov.

## Sehenswürdigkeiten

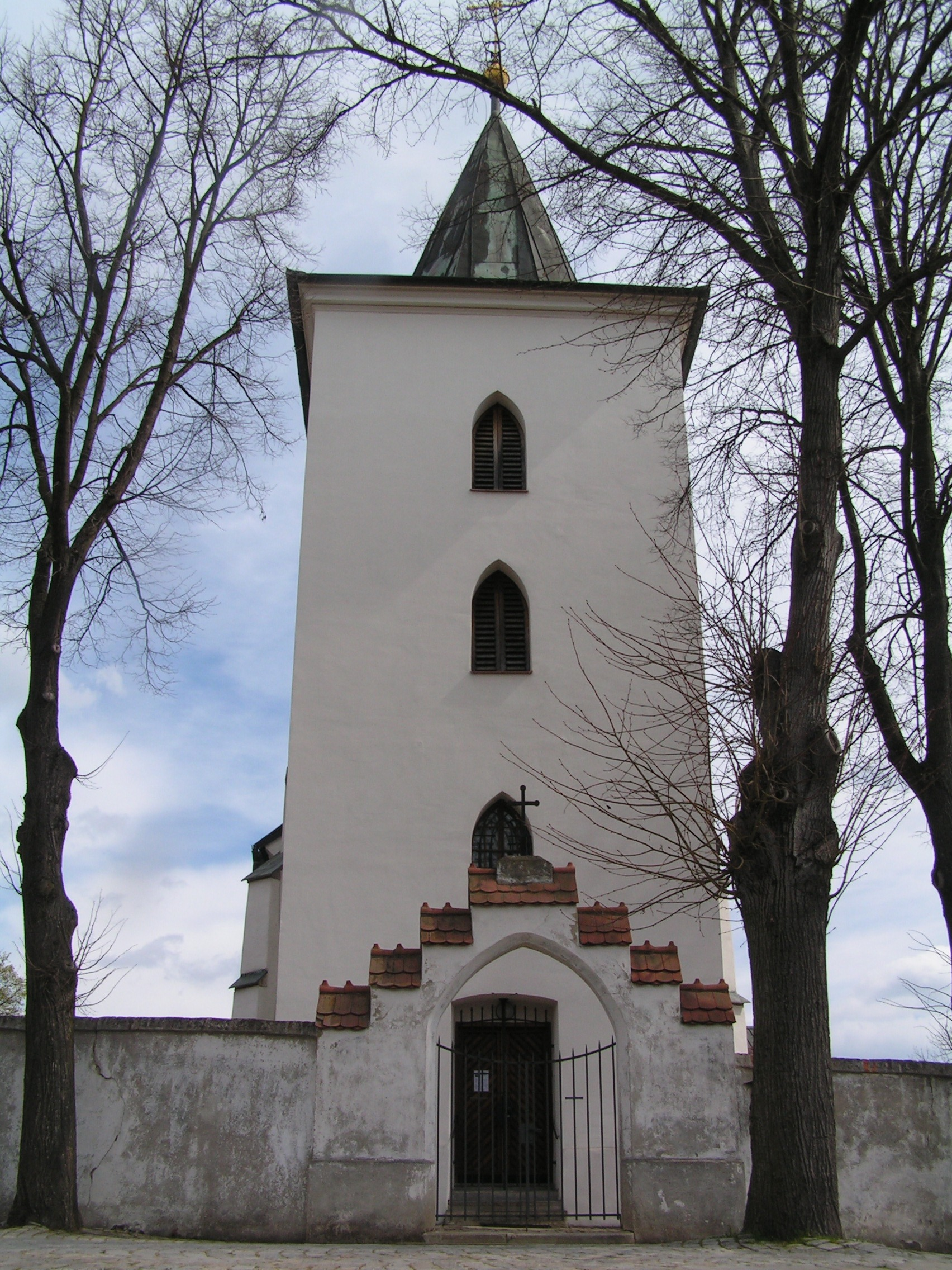
Kirche des hl. Philippus und Jakobus

- Babí lom, mit Aussichtsturm, nördlich von Lelekovice
- Filialkirche der hl. Philippus und Jakobus, erbaut in der Mitte des 13. Jahrhunderts, der Anbau des Kirchturmes erfolgte 1873
- Naturdenkmal Babí doly, östlich des Dorfes
- Naturdenkmal Šiberná, westlich des Ortes
- Naturdenkmal Březina, nordwestlich von Lelekovice
- Reste der Burg Lelekovice aus dem 14. Jahrhundert